# Teotihuacan

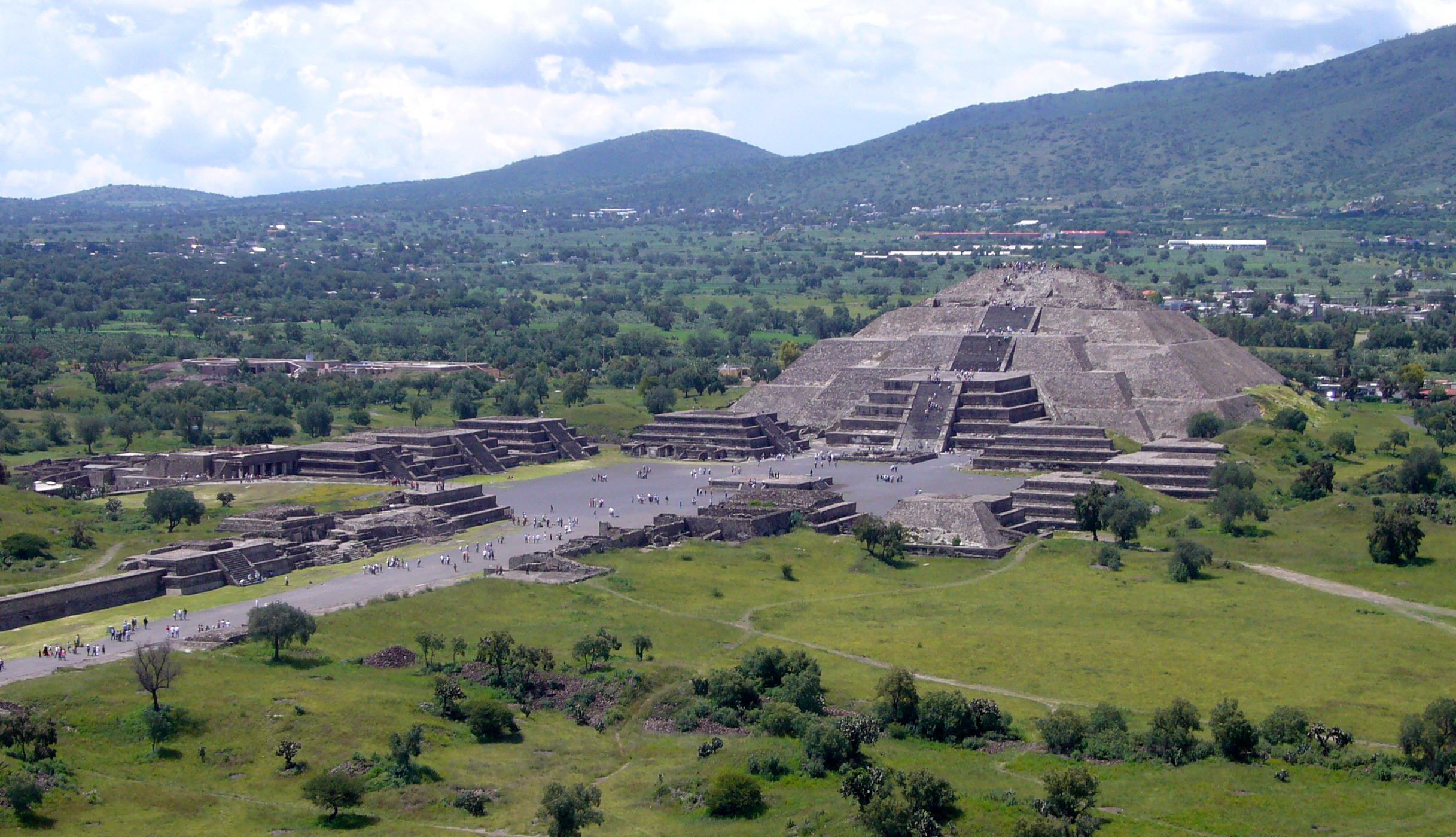
A Hold-piramis a Nap piramisáról nézve

Teotihuacan (ejtsd Teotivakan) romváros Mexikóban, a Mexikói-völgy északkeleti részében fekszik, México szövetségi állam területén. Piramisain kívül a város még híres terjedelmes lakónegyedeiről, az úgynevezett „Holtak útjáról”, és számtalan, jó állapotban fennmaradt színes falfestményeiről.
Virágzása tetőpontján, az első ezredév első felében Teotihuacan volt a Kolumbuszt megelőző idők legnagyobb városa Közép-Amerikában. Az archeológiai terület (melyet ma San Juán Teotihuacán–nak hívnak és Mexikóváros törvényhatósága alatt áll), körülbelül 40 km-re van északkeleti irányban Mexikóvárostól. 150 és 450 között a város területe több mint 30 km² volt, a lakosság száma 150 000 és 250 000 között mozgott. A legkorábbi építkezések Teotihuacanban időszámításunk előtt 200-ra tehetőek. Legnagyobb piramisukat, a Nap-piramist, 100 körül fejezték be. Ez a piramis a második legnagyobb az Újvilágban (az első a San Andrés Cholula nevű városban található). A városállam befolyása Guatemaláig terjedt. Különböző maja feliratokból a régészek kihámozták, hogy a városi nemesség tagjai Hondurasig is eljutottak. Érdekes módon, a városnak nem voltak látható katonai erődítményei; újabb felfedezések azonban arra utalnak, hogy harcászati szempontból nem volt nagy különbség Teotihuacan és más, későbbi civilizációk – mint például a toltékok és az aztékok – között.
A város alaprajza egy négyzetes háló, amely a központi, északkelet irányú, több mint egy kilométer hosszú főút, a „Holtak útja” köré szerveződött. Elnevezése az aztékoktól ered, akik azt hitték, hogy az utat szegélyező kisebb, lapos emelvények sírokat takarnak, azonban a régészek szerint ezek az építmények pusztán szertartási célokat szolgáltak. Az út a Hold-piramisnál végződik, kétoldalt templomok romjai sorakoznak. A Nap-piramis 63 m magas, alapja 222×225 m-es. A Hold-piramis valamivel kisebb, de arányaiban szebb. A piramisokat sötétpiros színre festették. A széles főutcát az úgynevezett Fellegvár zárja le, a Tollas Kígyó (Quetzalcoatl) romos állapotban lévő templomával.
Az eredetileg templomokkal körülvett teret a spanyolok nevezték el Fellegvárnak, abban a hitben, hogy valaha erődítmény volt – valójában ez volt a város vallásos és politikai életének központja.
(Lásd még: Mexikó turizmusa)

## Teotihuacan megalapítása
Teotihuacan korai történelme ködbe vész, alapítóinak eredete sok vita tárgyát képezi. A mexikói és északamerikai archeológusok sokáig úgy hitték, hogy a várost a tolték törzs építette (lásd a spanyol hódítás idejéből származó Firenzei Kódexet). Később azonban kiderült, hogy a nahuatl „toltec” szó, ami csak „magasfokú ügyességű mesterembereket” jelent, nem szükségszerűen utal az Hidalgo állambeli Tula környékén letelepedett tolték civilizációra. A tolték törzs századokkal a teotihuacani kultúra után érte el hatalmát, tehát nem lehetett a nagyváros megalapítója. Szakértői körökben spekulációk merültek fel egy másik régi törzs, a totonákok körül, Teotihuacan esetleges alapítói gyanánt. Szóba jöttek már a szapoték, misték és maja civilizációk is; kulturális és építészeti szempontból Közép-amerika legrégibb civilizációja, az olmék törzs áll Teotihuacanhoz legközelebb.

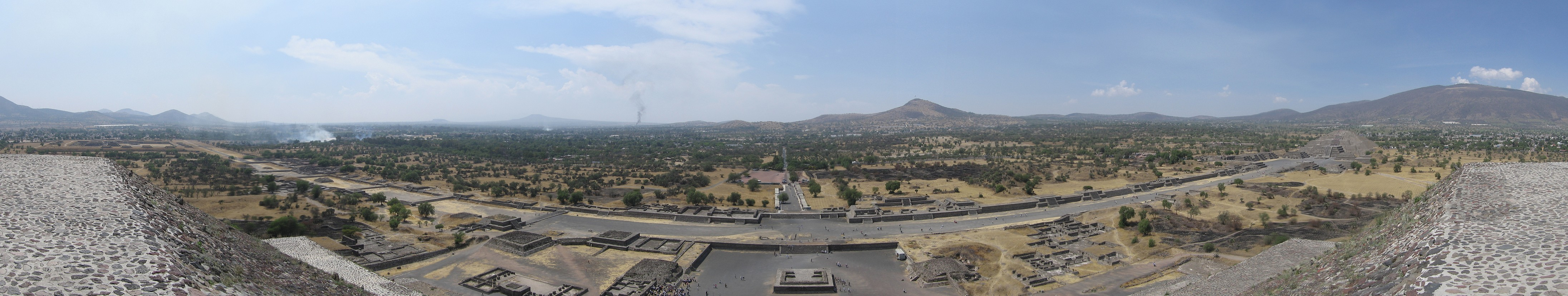
A „Holtak utcája” Quetzalcoatl temploma és a Hold-piramis között, a Nap-piramisról nézve

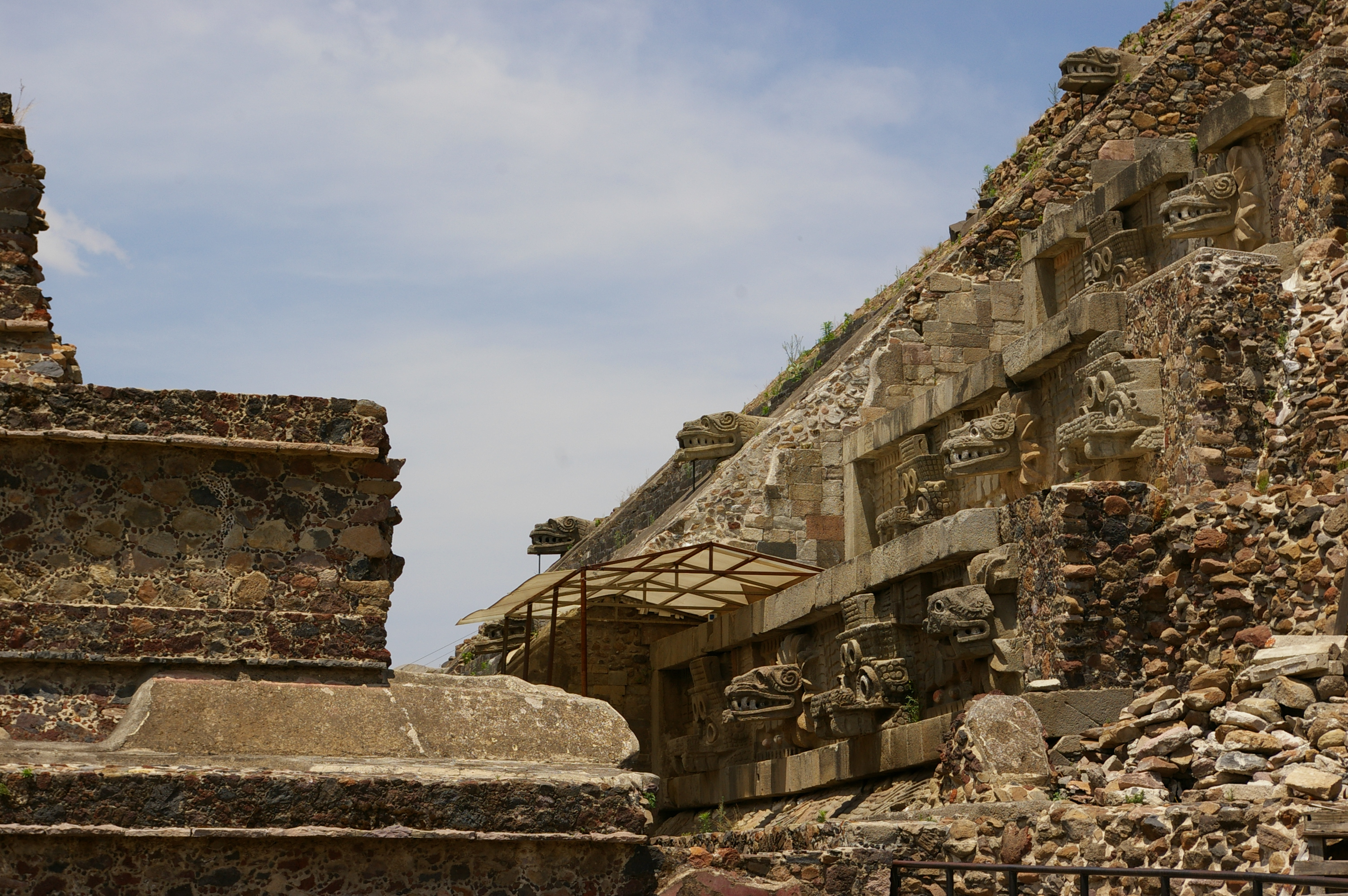
Részlet a Tollas Kígyó templomából

Bár az, hogy a város egy birodalom központja volt-e vagy sem vitatható, befolyása egész Közép-Amerikára jól dokumentált; erre a régészek számos bizonyítékot találtak több helyen is, mint például Veracruzban és környékén, és a maják területein. A teotihuacáni lakosság etnikai összetétele még szintén vita tárgya; lehetséges, hogy a navatl, az otomi és a totonák etnikai csoportok is a város lakói közé tartoztak. Néprajztudósi körökben feltételezik, hogy Teotihuacan tulajdonképpen többnemzetiségű államszervezet volt. Mint ipari központ, a város sok és sokfajta mesterembernek adott munkát. A lakosság legnagyobb része földszintes bérházakban lakott, és ugyanitt voltak a dolgozó osztály műhelyei is. A fazekasok, ékszerészek, kőművesek, keramikusok és egyéb munkások termékeit kereskedők juttatták el Közép-Amerika többi területére. Legfontosabb kereskedelmi cikk az obszidián volt. A közemberek szorosan egymás mellé épített, vastag falakkal elválasztott lakásokban éltek, közöttük keskeny utcák és átjárók voltak. A város vezetői és a felsőbb réteg a „Holtak útja” mentén épült, nagyobb és igényesebb házakban laktak. A lakosztályok falait ezer és ezer festmény díszítette. A legtöbb információ Teotihuacan kultúrájáról a maja hieroglifákon kívül a város falfestményeiből származik. Az idők folyamán akadtak olyan lelkes műértők is akik Firenze festészetéhez hasonlították a festményeket.

## A város nevének eredete

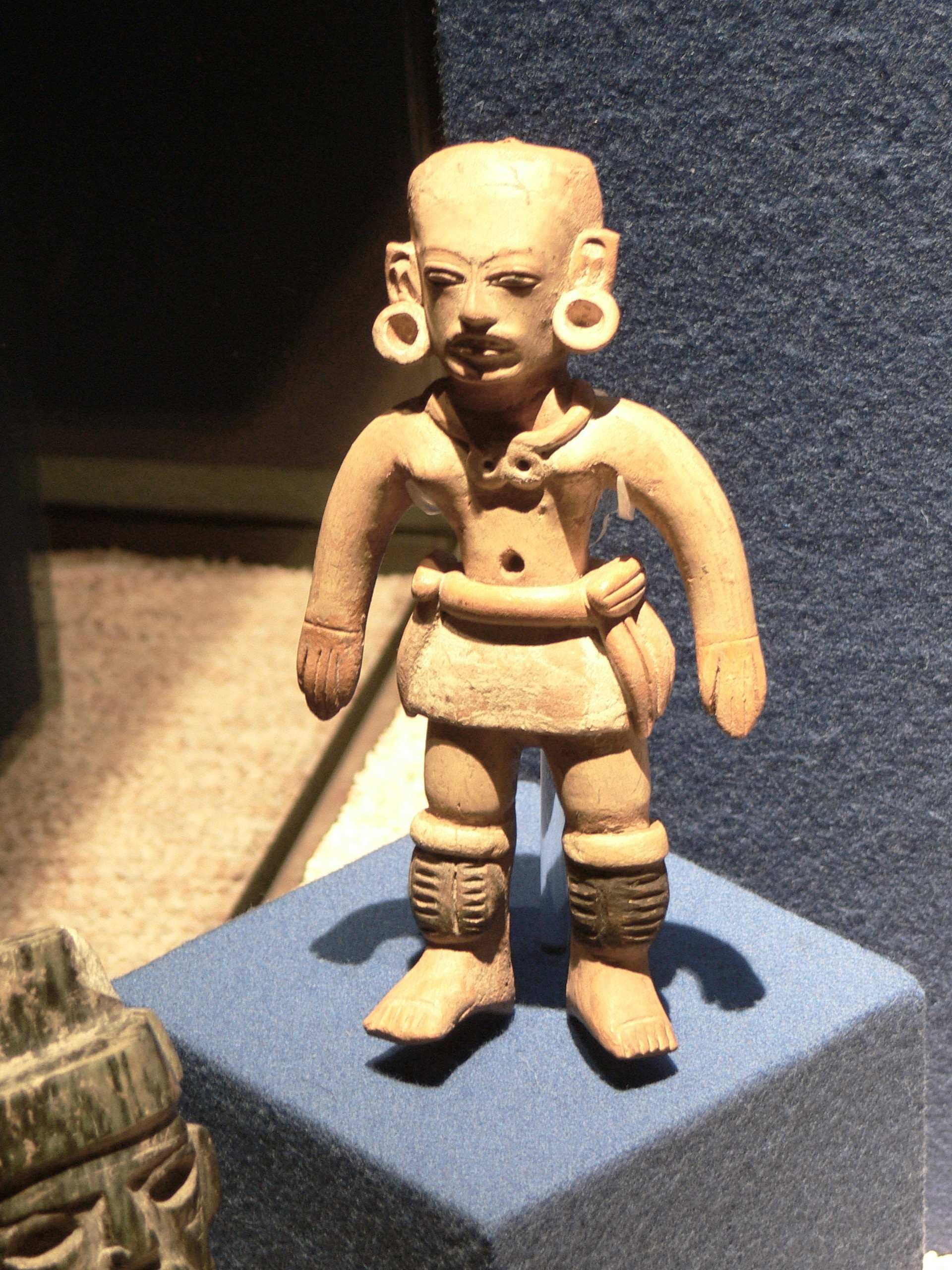
Egy nemesember szobra

A Teotihuacan nevet (teōtīhuacān) a nahuatl nyelvet beszélő aztékok adták a városnak, jóval annak elnéptelenedése után. (Az utolsó „a” betűn lévő ékezetet a spanyolok adták hozzá.) A név megközelítő jelentése „az istenek születési helye”. Egy másik fordítás szerint „azoknak az otthona, akik az istenek útját birtokolják”. A város eredeti neve ismeretlen. A maja hieroglifákban mint „puh”, vagyis mint „A nádasok helye” szerepel. A 16. századbeli jegyzetek több közép-mexikói településre a „Tollan” névvel utaltak. Ez a gyűjtőnévnek hangzó meghatározás a korai 20. századi kutatási munkákban sok zavarhoz vezetett. Lehetséges, hogy a név egy általános kifejezése volt minden olyan területnek, ahol sok volt a nádas, és a település nagyobb volt az átlagnál.

## Vallás

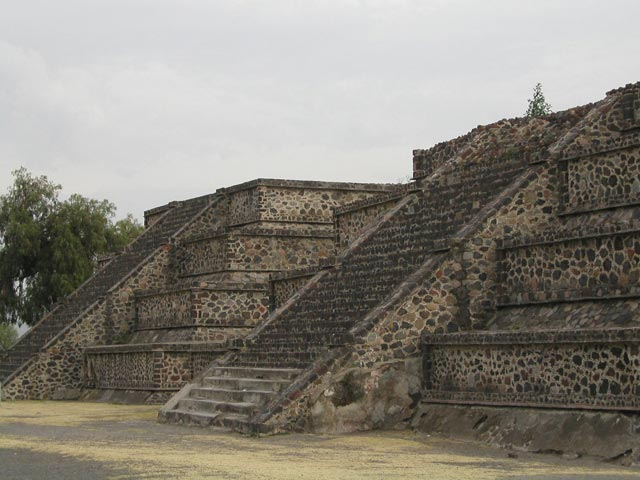
Szertartást szolgáló emelvény a „Holtak útján”

Teotihuacan vallása hasonló volt a többi közép-amerikai valláshoz. Ugyanazokat az isteneket imádták: a Tollas Kígyót (az aztékok Quetzalcoatlját), és az Esőistent (az aztékok Tlaloc-ját.) Teotihuacan fontos vallásos központ lévén, a papok kasztja itt is nagy politikai hatalommal bírt, mint minden korabeli, közép-amerikai társadalomban. Az ember- és állatáldozatot is kultiválták, ahogy azt az ásatások kimutatták. Az áldozatok többnyire az ellenség soraiból mint foglyok kerültek ki a háborúskodás folyamán. Hitük szerint a foglyok rituális feláldozása elősegítette városuk előmenetelét és általános jólétét. A feláldozás módjai közé tartozott a lefejezés, a szív kimetszése, a fejbeverés, és az elevenen való eltemetés. Szentnek vélt állataikat és azokat, melyeknek katonai erőt tulajdonítottak, ketrecekbe helyezve szintén élve temették el. Ezek rendszerint jaguárok vagy pumák, farkasok, sasok, sólymok, baglyok és mérgeskígyók voltak. 

## Teotihuacan felbomlása

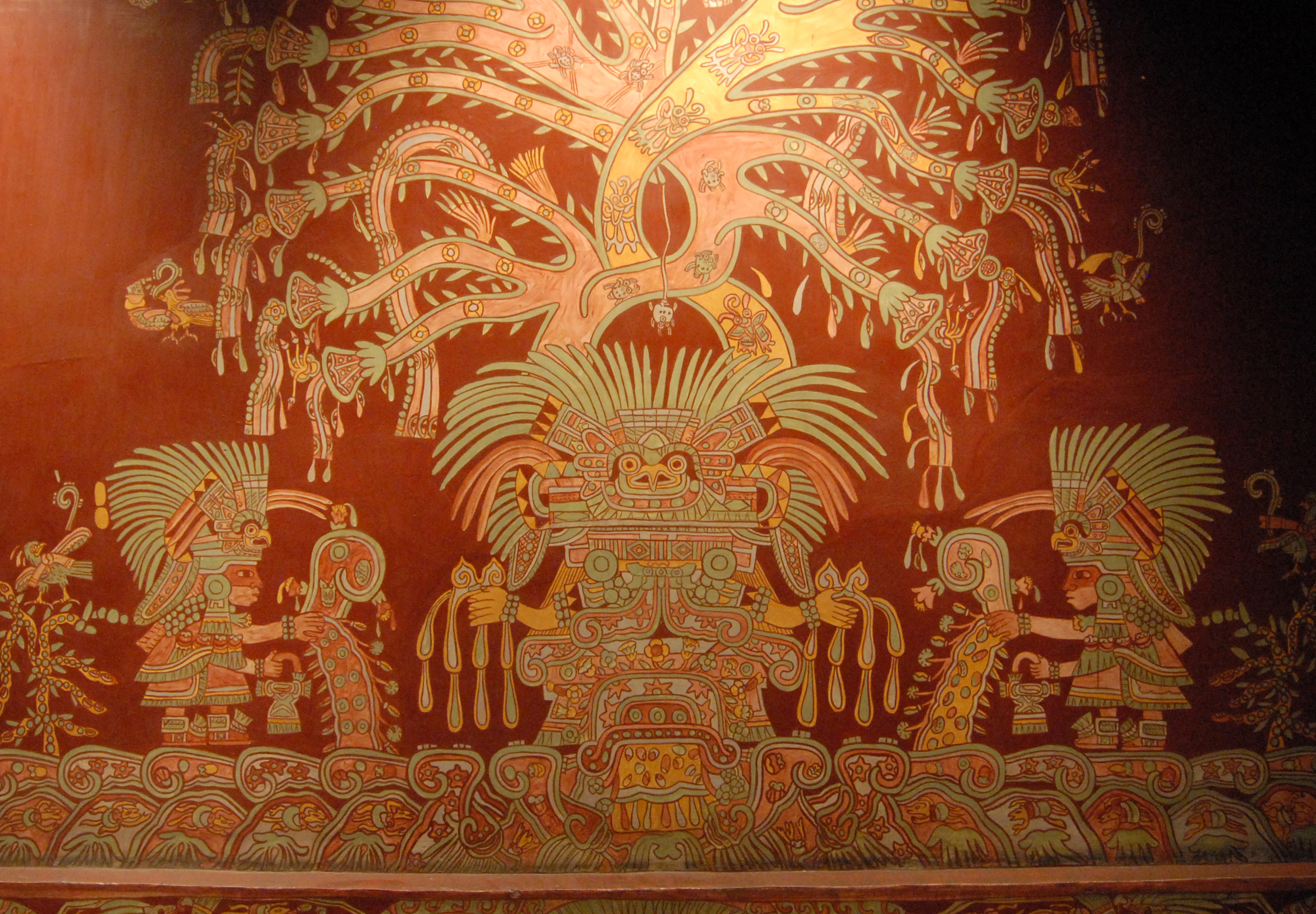
Teotihuacan egyik fő istennője. Falfestmény

A városban talált leégett helyek miatt a régészek először azt a következtetést vonták le, hogy Toltec betolakodók támadták meg Teotihuacant a 6. század körül; ma már úgy gondolják, a pusztítás az uralkodó osztály elleni felkelés eredménye volt. Ezt az elméletet támasztja alá a lakosság számának csökkenése is. Az 535-536 közötti nagy szárazság sem segített a dolgok állásán: a romok alatt talált csontvázak vizsgálata kimutatta, hogy a lakosság hiányos táplálkozásban szenvedett. Következésképpen levonható, hogy a külső ellenséggel folytatott harcok, a növekvő belső nyugtalanság és a szárazság okozta táplálékhiány, mind hozzájárulhatott a város hanyatlásához. Más, aránylag közeli központok, mint Cholula, Xochicalco, és Cacaxtla népei szintén összefoghattak Teotihuacan ellen, hogy visszafogják a törzs hatalmát. A város elüresedése után különböző népcsoportok telepedtek le falai között. Az aztékok idején Teotihuacan zarándokhellyé vált. A romváros ma Mexikóban egyike a leglátogatottabb archeológiai helyeknek. 

## Ásatások

Teotihuacán és a klasszikus korszak egyéb fontos települései

Mexikói archeológusok a 19. században kezdték meg az ásatásokat. Az évtizedek folyamán helyreállították a Nap-piramist, a Holtak útját, megerősítettek több omladozó építményt. Az 1971-es ásatások idején a Nap-piramisnál egy 100-méter hosszú alagutat, és egy hozzá kapcsolódó barlangot fedeztek fel. A régészek megállapították, hogy míg a barlang természetes geológiai képződmény, az alagutat a teotihuániak ásták. A Nap-piramisának belsejében eddig még nem végeztek alapos ásatást. Az utóbbi időkben a Hold-piramisánál folytattak kutatást az teotihuacani lakosság kulturális tevékenységeivel kapcsolatban.

## Galéria

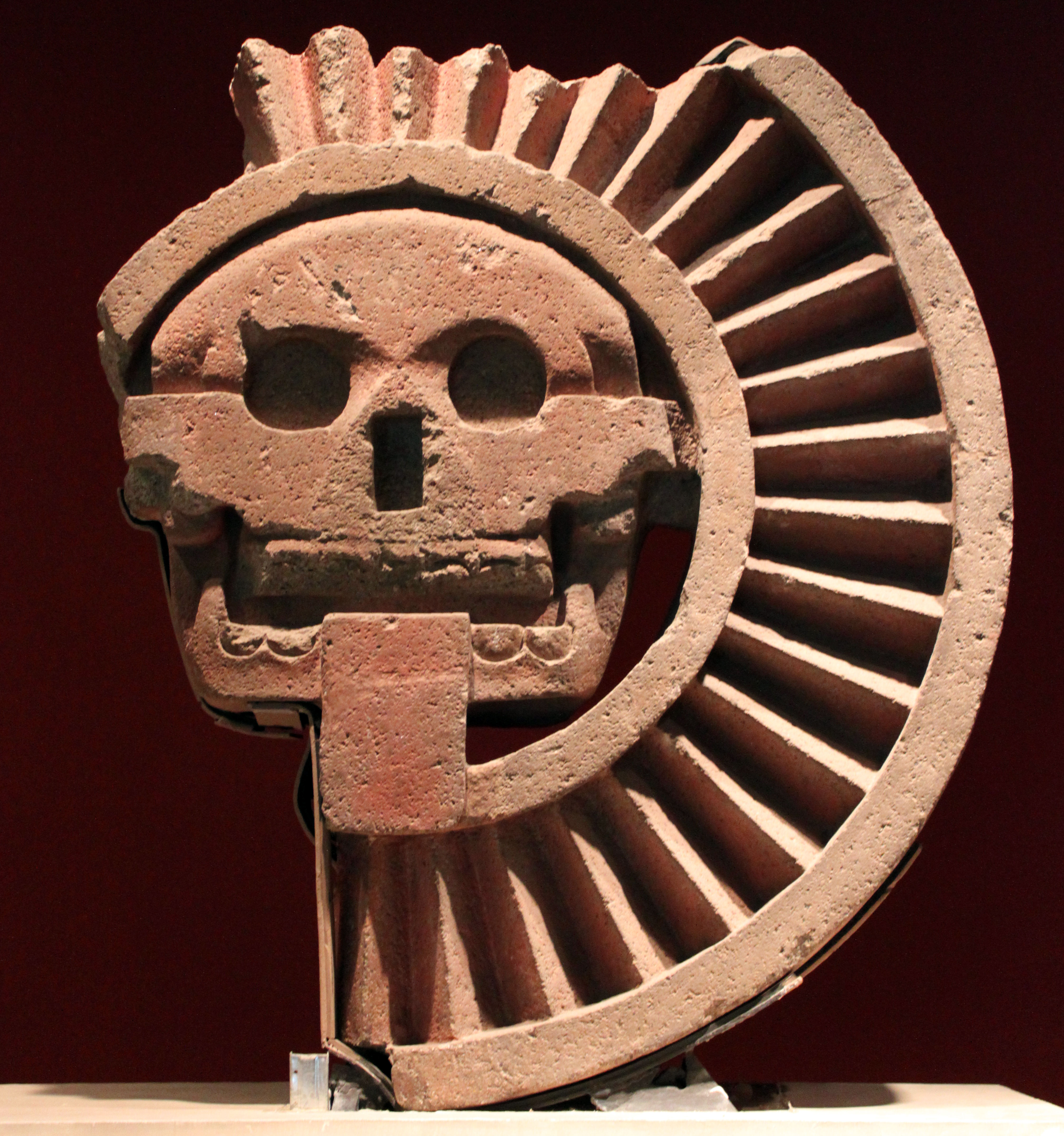
Miktlántekutli az alvilág és a halál istene, Mexikói Nemzeti Embertani Múzeum (Mexikóváros)
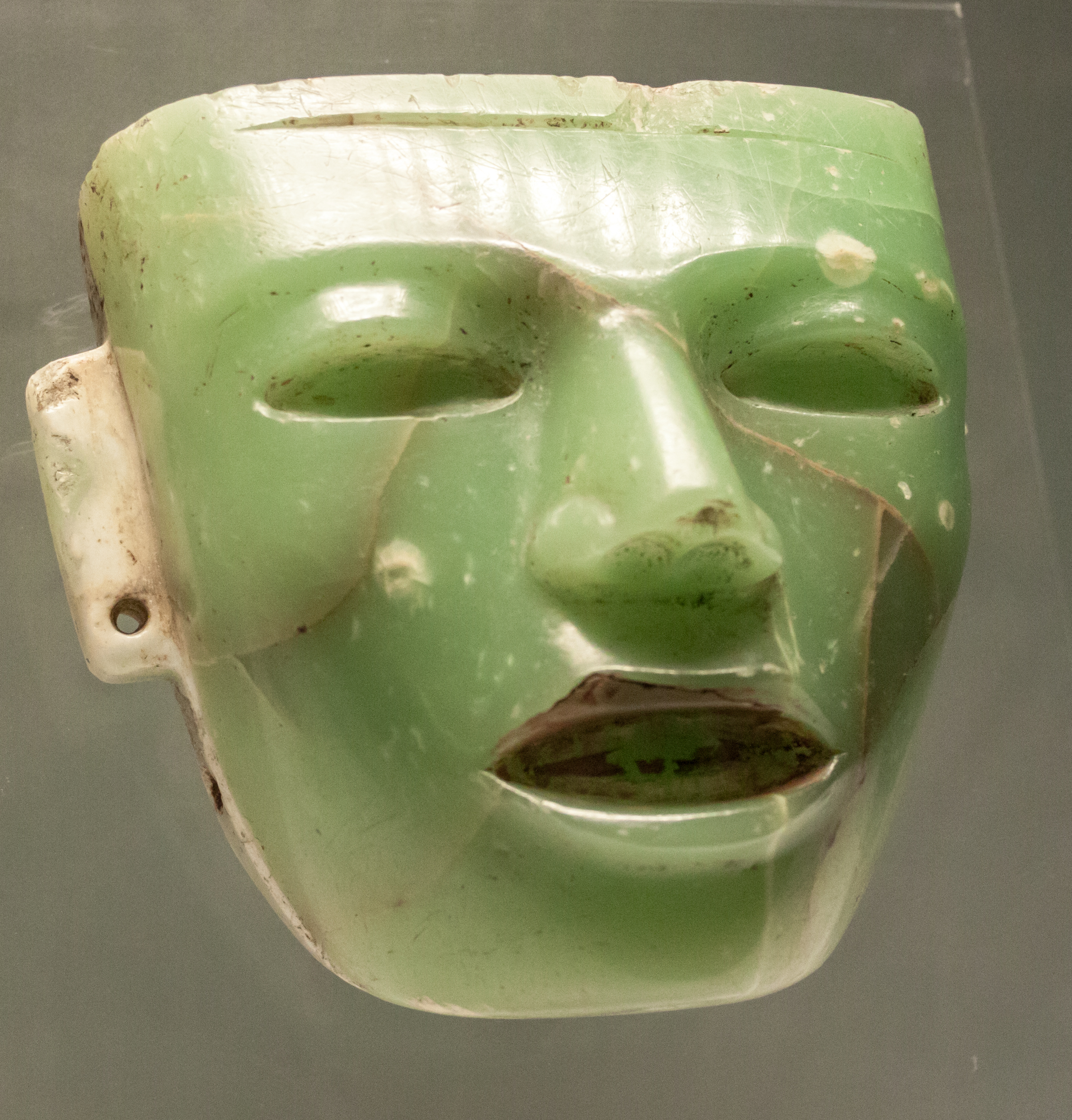
Teotihucani jáde maszk az 5-6. századból; Ezüstmúzeum (Firenze)
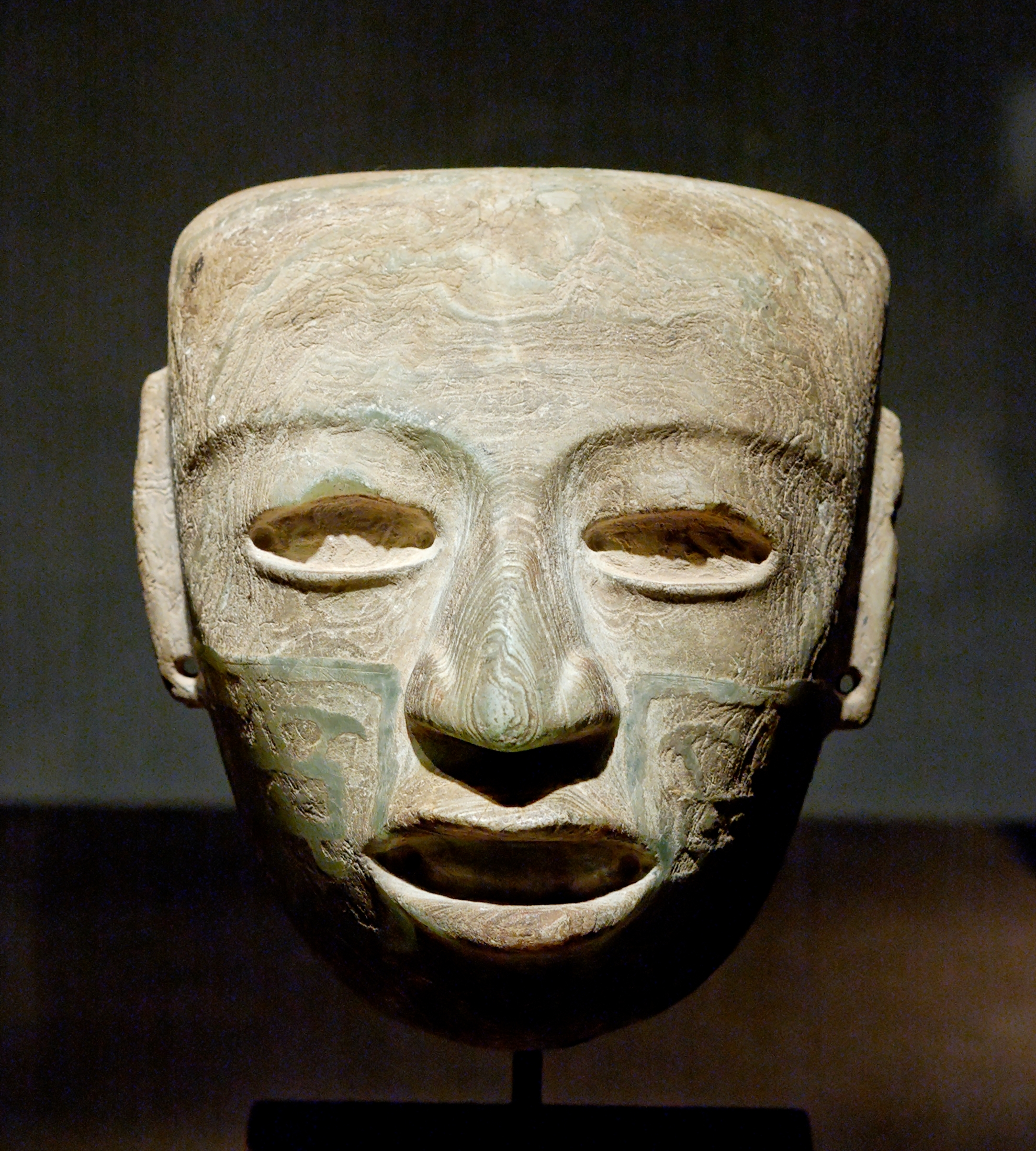
Márvány halotti maszk, 3-7. század
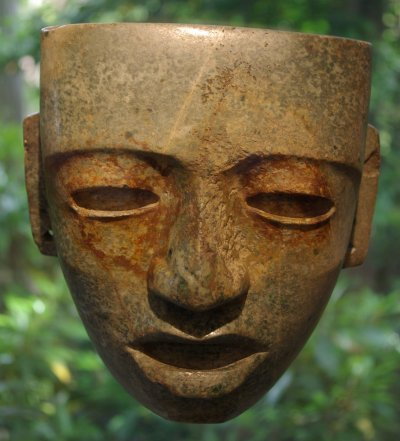
Szerpentin-kő maszk, 3-6. század
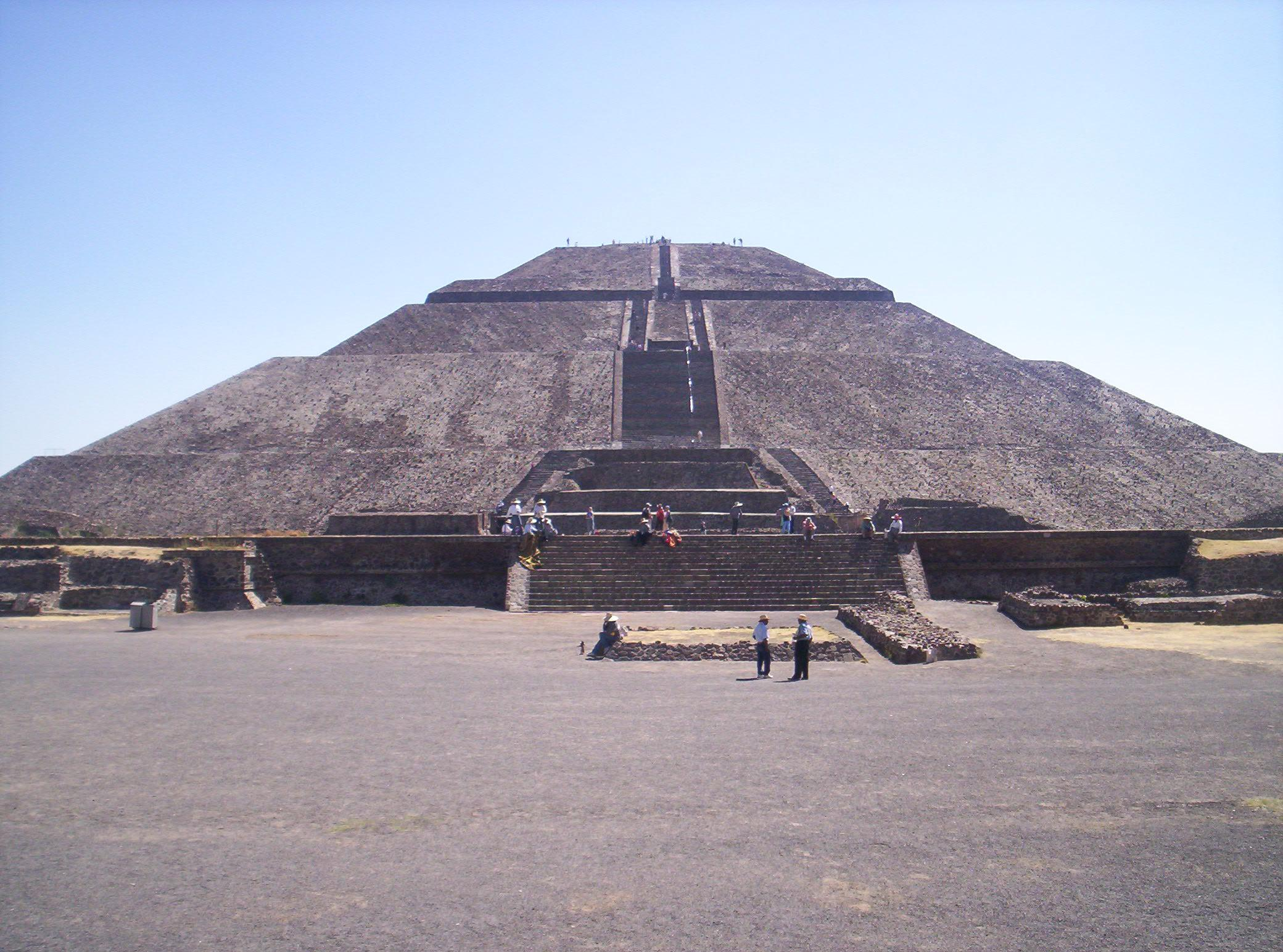
A Nap-piramis elölnézetben
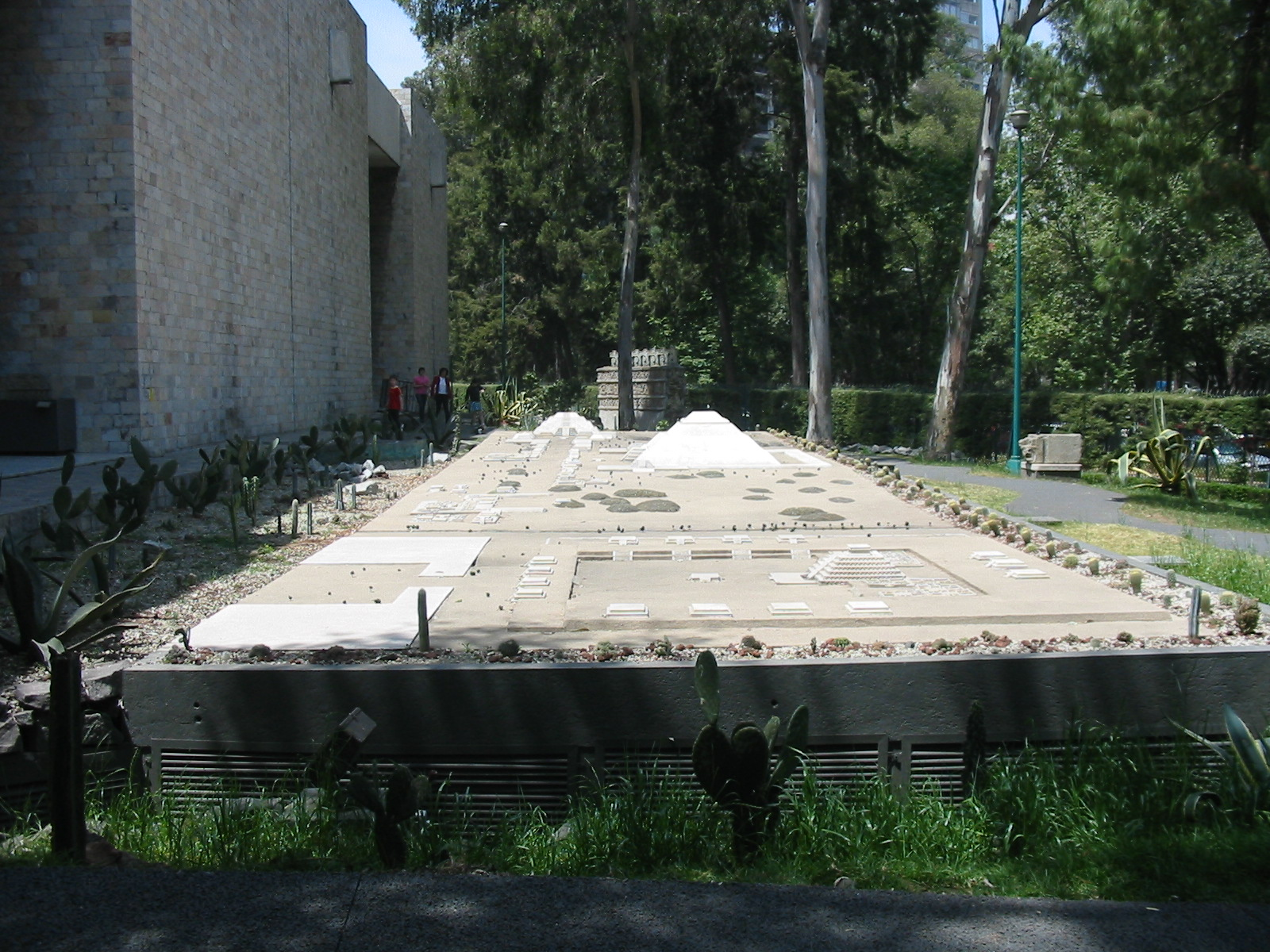
Teotihuacan modellje Mexikóváros antropológiai múzeumában